# Dante Drusiani
Dante Drusiani (Porretta Terme, 24 marzo 1925 – Paderno, 14 dicembre 1944) è stato un partigiano italiano, medaglia d'oro al valor militare alla memoria.

## Biografia
Diciottenne, nel settembre 1943 era entrato nelle file della Resistenza bolognese con l'amico Vincenzo Toffano. Drusiani ("Tempesta", il suo nome di battaglia, ma piccolo com'era di statura e minuto di corporatura era anche chiamato "Gingillino") e Toffano ("Terremoto"), chiesero esplicitamente di poter operare in coppia, e divennero così due dei più audaci combattenti della VII GAP bolognese.
Tra l'altro furono protagonisti della liberazione dal carcere di San Giovanni in Monte di oltre duecento detenuti politici. A questa azione, portata a termine il 9 agosto 1944, seguirono due clamorosi attacchi alla polveriera di Villa Contri il 20 e 21 settembre, gli assalti del 30 settembre e del 18 ottobre all'Hotel Baglioni, sede del Comando tedesco. Drusiani, che aveva nella VII GAP il ruolo di comandante di compagnia, fu catturato con il suo amico, su delazione. Condotto nelle celle del Comando tedesco in piazza Maggiore, fu prima interrogato e torturato e poi fucilato il 14 dicembre 1944 assieme a decine di altri partigiani (incluso l'amico Vincenzo Toffano) durante l'eccidio di Sabbiuno di Paderno.

## Onorificenze
A Drusiani è stato inoltre intitolato un viale di Bologna, nonché una scuola elementare, ed è ricordato nel monumento di Monte Sabbiuno.
.